# Pyrococcus
Genre
Pyrococcus est un genre d'Archées de la famille des Thermococcaceae. Les cellules sont des coques irréguliers, flagellées, hétérotrophes. Ces procaryotes sont hyperthermophiles ; leur croissance est la plus rapide à 103 °C, à une pression de 200 atmosphère. Ce sont des anaérobies strictes.

## Description
- Pyrococcus abyssi et Pyrococcus horikoshii ont été collectées aux abords de cheminées hydrothermales profondes au niveau des dorsales océaniques (à 3 500 m de profondeur pour P. abyssi) dans le sud-ouest du Pacifique[1],[2].
- Pyrococcus furiosus a été isolée de sédiments vers l’île Vulcano en Italie[3].

## Génomique
Les génomes de Pyrococus abyssi et Pyrococus furiosus sont entièrement séquencés. Le génome de P. abyssi est composé d'un chromosome circulaire de 1,76 Mb et d'un plasmide 3,5 kb. 
Ces micro-organismes sont très étudiés en laboratoire afin de mieux comprendre leur multiplication dans des environnements extrêmes et de découvrir de nouvelles protéines thermostables ayant des applications biotechnologiques (biologie moléculaire).

## Systématique
Le nom correct complet (avec auteur) de ce taxon est Pyrococcus Fiala & Stetter 1986. L'espèce type est Pyrococcus furiosus Fiala & Stetter 1986.

### Étymologie
Pyrococcus est composé du grec ancien pyro, « feu », et coccus, « baie » ou « grain », ce qui se traduit par « boule de feu », en référence à leur forme sphérique et à leur capacité à vivre dans des environnements extrêmement chauds.

### Liste des espèces
Selon la LPSN (16 mars 2025) :
- Pyrococcus furiosus Fiala & Stetter 1986
- Pyrococcus glycovorans Barbier et al. 1999
- Pyrococcus horikoshii González et al. 1999
- Pyrococcus kukulkanii Callac et al. 2016
- Pyrococcus woesei Zillig 1988
- Pyrococcus yayanosii Birrien et al. 2011

### Publication originale
- (en + de) Gerhard Fiala et Karl O. Stetter, « Pyrococcus furiosus sp. nov. represents a novel genus of marine heterotrophic archaebacteria growing optimally at 100°C », Archives of Microbiology, Springer Science+Business Media, vol. 145, no 1,‎ juin 1986, p. 56-61 (ISSN 0302-8933, 1432-072X et 0003-9276, OCLC 2239811, DOI 10.1007/BF00413027).